# Харьковская ТЭЦ-5
Харьковская ТЭЦ-5 (укр. Харківська ТЕЦ-5) — предприятие энергетики Харькова, одна из крупнейших на Украине теплоэлектроцентралей.
ТЭЦ расположена в Харьковской области на левом берегу реки Уды на расстоянии 0,5 км западнее городской черты Харькова на территории поселка Подворки (на другом берегу от Песочина), в котором и проживают работники станции. Высота дымовой трубы — 330 м (сдана в эксплуатацию в 1991 году), градирен — 81 м.

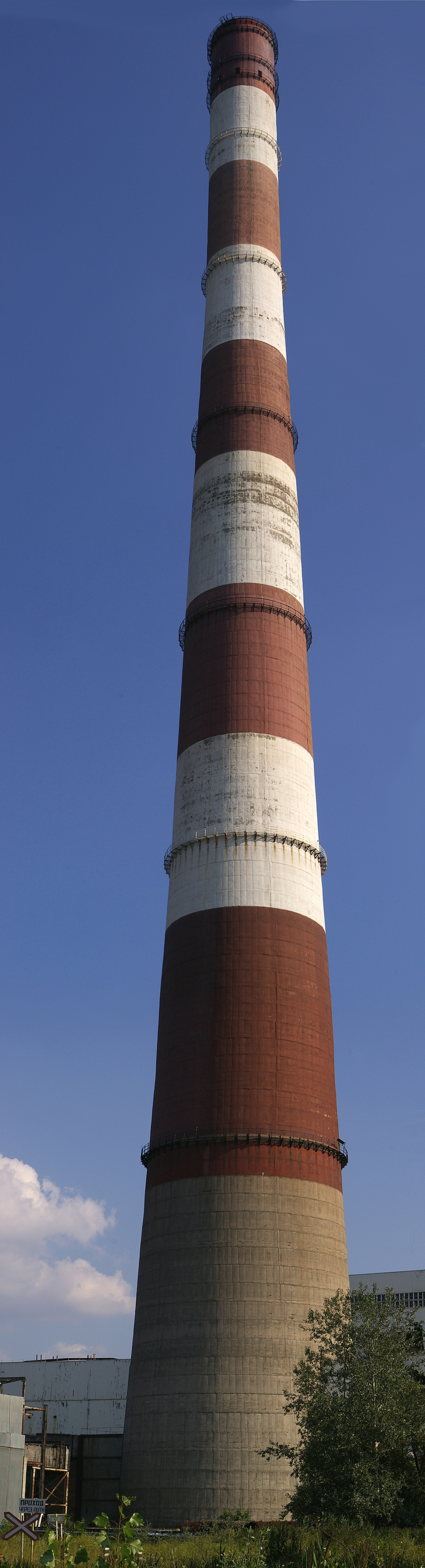
Труба высотой 330 метров — одна из двух высочайших на Украине

## Общие сведения
Подготовительные работы по сооружению ТЭЦ начаты в 1972 году. Проектная мощность первой очереди ТЭЦ составляет:
- тепловая — 1420 ГКал/час,
- электрическая — 540 МВт.

## Оборудование
- два энергоблока с котлом ТГМЕ-464 и паровой турбиной Т-110/120—130 общей тепловой мощностью 350 ГКал/час и электрической — 240 МВт;
- один блок с котлом ТГМП-344 А и паровой турбиной Т-300/250—240 тепловой мощностью — 350 ГКал/час и электрической — 300 МВт
- четыре водогрейных котла типа ПТВМ-180 производительностью по 180 ГКал/час каждый.

## История и деятельность
- первый энергоблок мощностью 120 МВт был введён в эксплуатацию 28 декабря 1979 года;
- второй 23 декабря 1980 года;
- третий энергоблок мощностью 300 МВт 2 сентября 1990 года;
- четыре водогрейных котла были введены с 1979 по 1987 годы.

По генеральному плану развития предусматривается строительство двух блоков мощностью 250/300 МВт и двух водогрейных котлов КВГМ-180. С увеличением мощности ТЭЦ-5 будет покрывать потребность г. Харькова в тепле более чем на 50 %.
6 июля 2014 года была остановлена подача газа, 30 августа 2014 года было объявлено о полной остановке станции.
1 августа 2016 года работа ТЭЦ-5 прекращена по неизвестным причинам. 28 сентября работники ТЭЦ-5 возобновили работу станции.

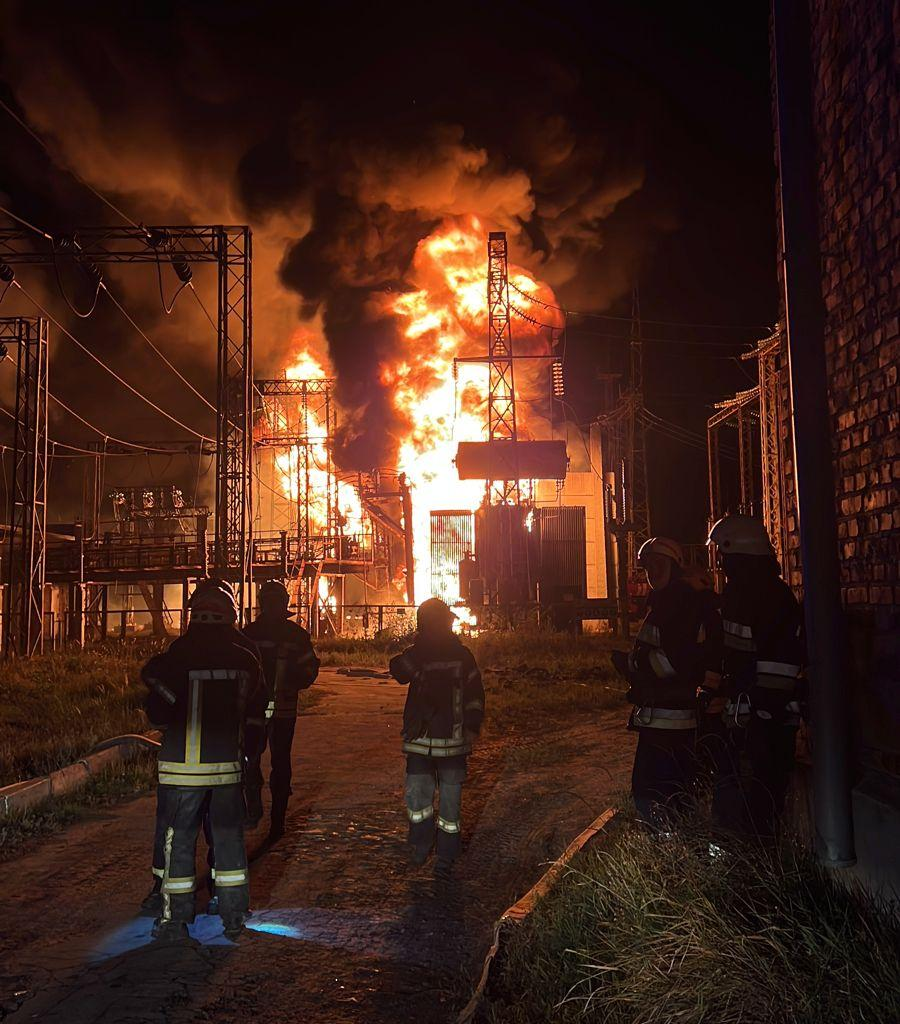
Пожар после обстрела (2022)

11 сентября 2022 года Россия обстреляла ТЭЦ-5 (вместе с другими инфраструктурными объектами Украины) крылатыми ракетами, вследствие чего без электричества осталась Харьковская область и ряд других регионов страны.
В результате ракетного удара РФ 22 марта 2024 года мощности централи для генерации электричества и тепла были полностью разрушены, что повлекло за собой обесточивание Харькова.

## Исторические факты
- На современном гербе поселка энергетиков Солоницевка изображена ТЭЦ-5, а именно машинный корпус и дымовая труба[10]. Сама ТЭЦ при этом расположена в селе Подворки, которое относится к Солоницевской поселковой общине.
- Дымовая труба ТЭЦ — самая высокая на Восточной Украине, наряду с трубой Зуевской ГРЭС.
- В 2011 году труба ТЭЦ была отремонтирована и покрашена.
- В 2012 году эмблема принимающего города ЕВРО-2012 (Чемпионата Европы по футболу) Харькова — с изображением Зеркальной струи[11] — была нанесена на верхушку дымовой трубы ТЭЦ-5 (самую высокую в области).

## Вид станции

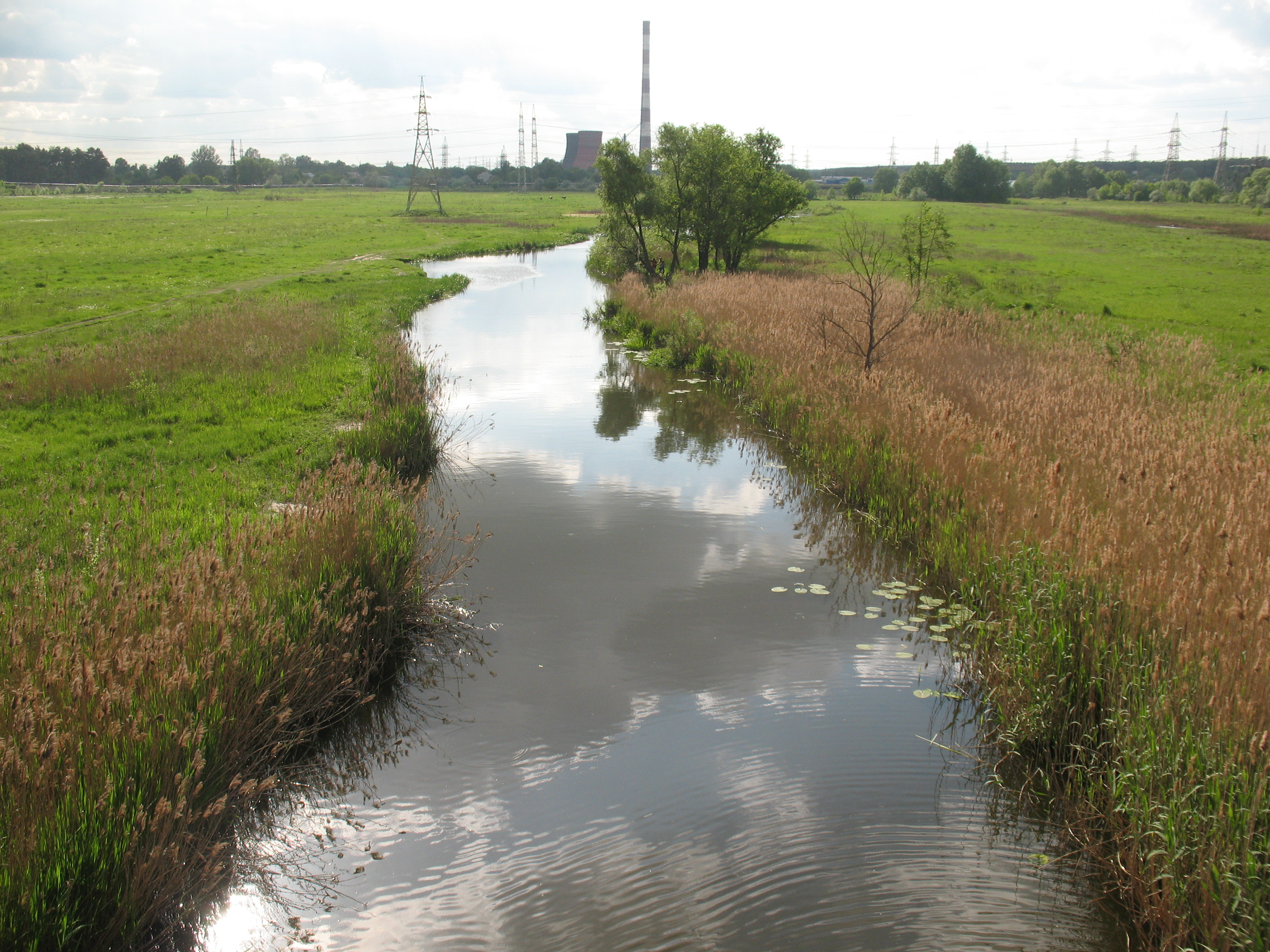
Вид вдоль реки Уды
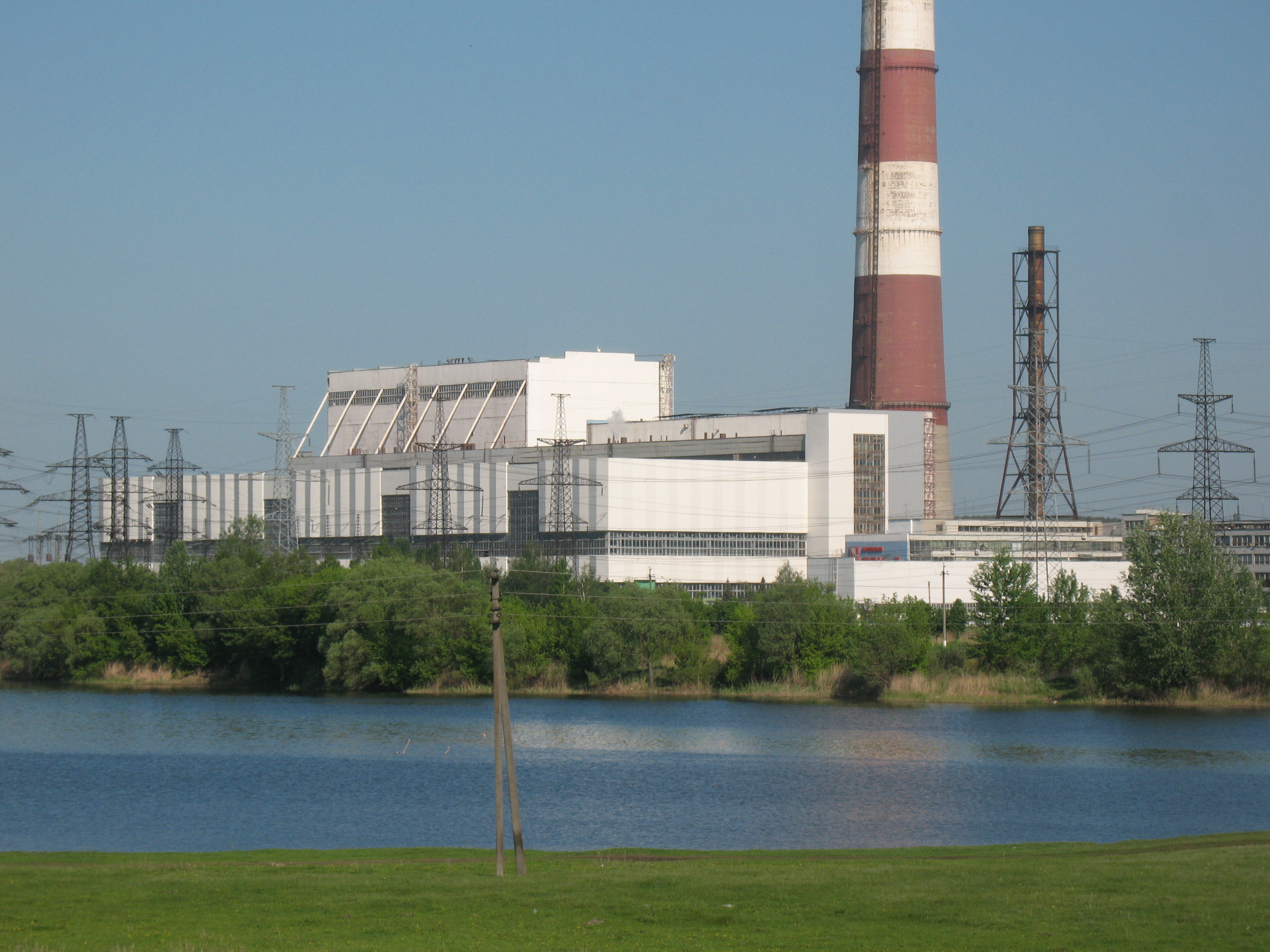
Машинный зал
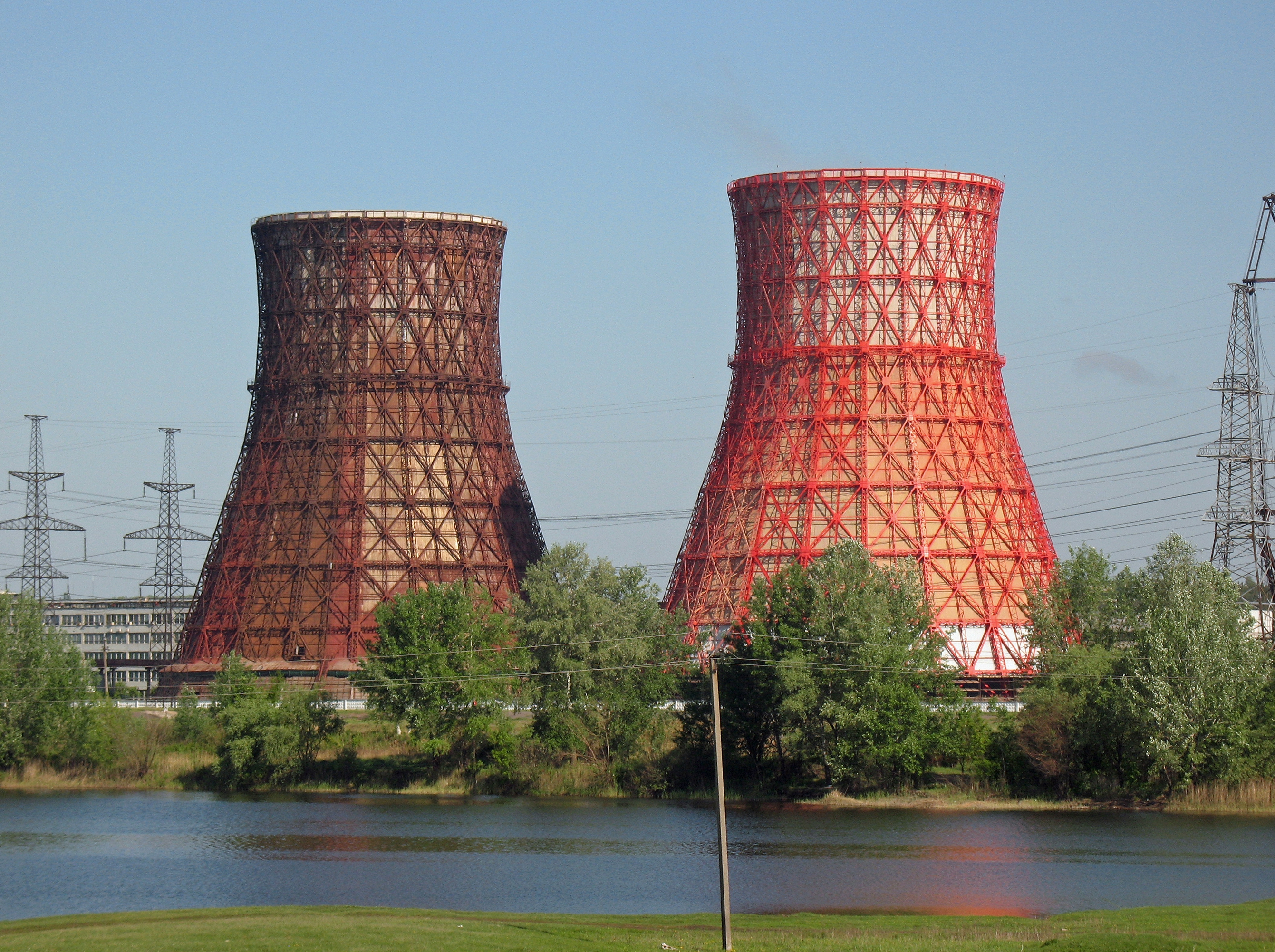
Градирни
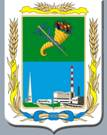
Станция на гербе Солоницевки